# 小田急レストランシステム
株式会社小田急レストランシステム（おだきゅうレストランシステム、英: Odakyu Restaurant System Co.,Ltd.）は、小田急グループの飲食専業会社。同じ小田急グループ内のジローレストランシステムとブランドチャンネルの共有化を行い、小田急グループ内の共存を図る。

## 概要
1957年1月に箱根開発株式会社として設立し、1990年10月1日に株式会社小田急レストランシステムへ商号変更した。
1965年8月に1号店を出店した主力の箱根そば（立ち食いそば）を中心に和食やカフェ業態といった飲食店を展開し、小田急グループ内の社員食堂も手掛ける。2020年にはスターバックスコーヒージャパンとライセンス契約を締結し、小田急電鉄沿線の駅構内や駅施設を中心に店舗展開を開始した。
1991年より特急「あさぎり号」での車内サービス業務受託を皮切りに、1995年3月からは特急ロマンスカーの全車両で車内販売サービスを請け負っていたが、2021年3月12日をもって車内販売サービス自体が終了している。

## 事業所
小田急百貨店内 （新宿・町田・藤沢） 、小田急ミロード内 （新宿・新百合ヶ丘・本厚木）、 小田急マルシェ（新百合ヶ丘 他)　、ステーションスクエア内（相模大野） 、小田急エース内 （新宿）、 小田急沿線駅構内 （東京・神奈川）。

## 業態

### そば
- 箱根そば本陣・箱根そば（新宿ほか全46店舗）
- めん処いくた by箱根そば（明治大学生田キャンパス内）
- つゞらお（新百合ヶ丘エルミロード5F・小田急百貨店町田店9F・相模大野ステーションスクエア8F）
- 石臼粗挽き蕎麦 28（新宿）

### 和食
- とんかつ工房（小田急マルシェ町田）
- おだむすび（小田急新宿駅西口地下コンコース・小田急マルシェ新百合ヶ丘・海老名） - 小田急電鉄より店舗譲受
- いまがわ食堂（西新宿・大和・祖師ヶ谷大蔵・鶴川） - 株式会社今川商店が手掛ける海鮮料理業態のフランチャイジー
- 湘南鮪漁港（鵠沼海岸）

### レストラン・カフェ
- オアシスステーション（新宿）
- Grande Salad Tokyo（代々木） - サラダのデリバリー専門店
- フォレスティコーヒー（町田・相模大野・海老名・愛甲石田）
- フォレスティカフェ（成城）
- ハードクォーターズカフェ（成城）
- ビナキッチン（ロマンスカーミュージアム）
- スターバックスコーヒー - スターバックスコーヒージャパンとのライセンス契約店舗[3]